# Carlos Estigarribia
Carlos Estigarribia (21 novembre 1974) è un ex calciatore paraguaiano, di ruolo centrocampista.

## Carriera

### Club
Ha giocato nella prima divisione paraguaiana ed in quella argentina.

### Nazionale
Ha partecipato alla Copa América 1999.

## Palmarès

### Club

#### Competizioni internazionali
- Coppa Libertadores: 1

Olimpia: 2002